# Взятие Суассона (1814)
Взятие Суассона (фр. Soissons) — взятие 14 февраля 1814 года русскими войсками французского укреплённого города Суассон в ходе Заграничных походов.

## Ход событий
В начале 1814 года армия союзников (русские, австрийцы, немцы) вступила отдельными колоннами на территорию Франции. Корпус под командованием генерала от кавалерии Винцингероде вошел во Францию отдельно от прочих частей, занял населенный пункт Авен и город Лаон. Штаб корпуса остановился в Лаоне, а генерал Александр Чернышёв со своим отрядом был отправлен к крепости Суассон.
Суассон занимал стратегически важное положение, поскольку в городе находилась единственная удобная для армии переправа через реку Эна. Его оборонял гарнизон под командованием опытного генерала Жана-Батиста Руска.
Руска, итальянец из Ниццы, врач, в самом начале революции сошелся с якобинцами, служил в революционной армии сперва как доктор, затем как офицер. В 1799 году он был дивизионным генералом. Однако при Наполеоне его карьера не сложилась — скорее всего, из-за слишком левых убеждений. Много лет Руска оставался на тыловых должностях или не у дел, более того, Наполеон признавал его только бригадным генералом, так как чин дивизионного генерала был получен от правительства Партенопейской республики. Однако когда в 1813—1814 годах опасность нависла непосредственно над Францией, Наполеон принял на службу целый ряд талантливых генералов-республиканцев, таких, как Лекурб и Дельма. Среди вернувшихся на службу был и Руска, которому был доверен оказавшийся на линии наступления союзников Суассон.
Его противник, Александр Чернышёв, был известен не только, как амбициозный кавалерийский военачальник, но также как дипломат, разведчик и ловелас, который умел, работая в Париже (1809—1812), получать важную оперативную информацию, в том числе благодаря женщинам. Получив от Винцингероде приказ только наблюдать за Суассоном, Чернышёв решился на его штурм.

## Штурм Суассона
1(13) февраля 1814 г. генерал-адъютант А. И. Чернышёв с авангардом в 4200 человек подошёл к Суассону по ланской дороге, вперед был послан отряд полковника К. Х. Бенкендорфа, казаки которого захватили до 500 пленных в предместье. На следующее утро Чернышёв распорядился штурмовать предмостное укрепление на правом берегу реки Эны. Пехота и конные егеря шли по большой дороге, по сторонам — по шести орудий и по два казачьих полка. Кавалерией командовали на правом фланге полковник П. А. Сухтелен, на левом- полковник К. Х. Бенкендорф. Перед началом штурма города генерал Чернышёв послал в Суассон своего адъютанта О. Д. Шеппинга с требованием о сдаче, но генерал Руска категорически отказался.

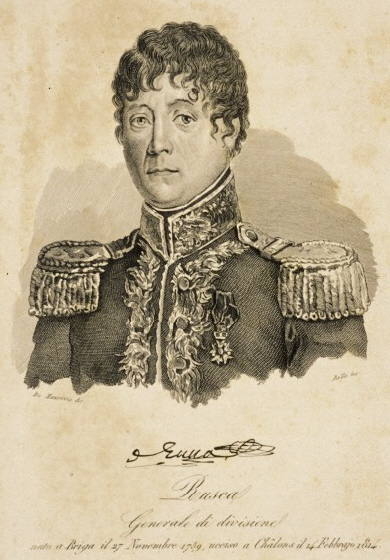
генерал Руска

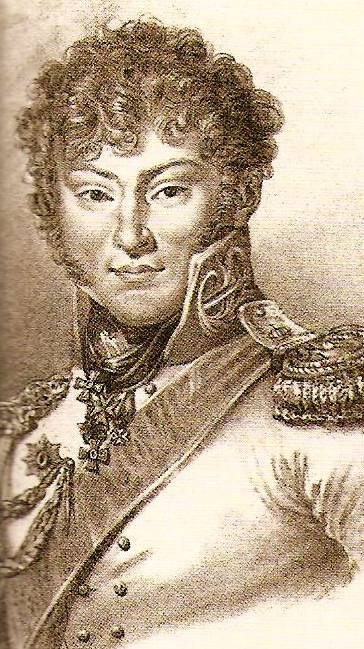
генерал Чернышёв

Утром 2(14) февраля командующий корпусом барон Ф. Ф. Винцингероде, услышав шум выстрелов, приехал из Лаона в Суассон, и обнаружил, что Чернышёв без его приказа штурмует город. Раздражённый, он поручил Волконскому находится при Чернышёве, чтобы тот дал Чернышёву 15 минут на попытку пройти передовые укрепления города и в случае неудачи бил отбой, а сам уехал и поддержки войском не прислал.
15 минут оказалось достаточно, чтоб одна из егерских рот вскарабкалась на вал, где тут же возникла большая суматоха, поэтому бить отбой Волконский не стал. Предмостное укрепление оказалось в руках штурмующих, и там были поставлены два орудия конной артиллерии капитана Мазараки. Служивший на его батарее поручик Грабигорский, взяв петарду (то есть собственно пороховой заряд с запалом) пробежал под огнем от предмостного укрепления к воротам крепости, прицепил петарду и поджег фитиль, после чего вернулся на батарею. Взрыв петарды разворотил ворота, огонь орудий Мазараки сломал их совсем, после чего егеря 19 и 44 полков ворвались в предместье и кинулись к мосту, за ними следовали кавалерия: Волынский уланский полк полковника Сухтелена и казаки К. Х. Бенкендорфа.
Удивительно эффективное и быстрое взятие Суассона во многом стало возможно потому, что генерал Руска был смертельно ранен в начале боя, на валу, куда поднялась егерская рота под началом капитана Кучкина, и оставшийся без начальника гарнизон пребывал в растерянности. Генерал Лоншан, собрав некоторое количество войск, пытался отстоять переправу, но безуспешно, он был окружен волынскими уланами и взят в плен. Генералам Данлу-Вердену и Беррюйе с несколькими жандармами удалось пробиться и уйти по компьеньской дороге. Взятие Суассона поразило страхом жителей Парижа.

## Последующие события
Только что успешно взятый город уже через пять дней был оставлен русскими войсками, однако рано. Французы снова заняли его и создали угрозу для коммуникации корпуса Винцингероде и армии Блюхера. Эта угроза, после того как Блюхер был разбит Наполеоном в серии сражений, превратилась в опасность его полного разгрома, без всякой возможности содействия со стороны Винцингероде, поскольку мост находился в Суассоне. В этих условиях русские и пруссаки вступили в переговоры с новым комендантом города, бригадным генералом Моро (однофамильцем знаменитого генерала). Пруссаков на переговорах представлял Мертенс, адъютант генерала Бюлова, русских — подполковник Левенштерн. Левенштерн сумел убедить генерала Моро согласится на почетную капитуляцию. Французские войска с оружием, пушками и знаменами покинули город. Блюхер провел остатки своей армии по мосту и соединился с Винцингероде. Бешенство Наполеона, который вскоре подошел к Суассону с армией, ожидая, что разгромит Блюхера, нетрудно себе представить.
Современниками сражение воспринималось как важное, о чём свидетельствуют награды, выданные его российским участникам. Однако в дальнейшем историки уделяли ему не слишком много внимания. Подробное описание взятие Суассона оставил его непосредственный участник, генерал-майор князь Сергей Волконский (будущий декабрист).
Список военнопленных русских офицеров за 1812 и 1813 гг., содержавшихся в депо Суассона под командованием капитана de Clacy, позднее офицера жандармерии:
- Генерал-майор Тучков;
- Полковники: фон Менгден, Трефурт, (Ку)тузов;
- Подполковники: Удолов, князь Путятин, Левенхоф;
- Майоры: Пезаровиус, Свечин, Чичагов, Милославов, Шелегов, Коротков, Сукин;
- Капитаны: Кнабенау, Трусов, Неговский, Еропов, Чехоносов, Порошинский, Стибло, Шубертгельцкой, Горяинов, фон Дезен, Берг, Шоне(неразб.), Сорьев, Рейнфельд;
- Штабс-капитаны: Сизов, Коцебу, Переслинг, Паршуков, Гульденшанц, Ио(в)лев, Гладчуков, Подошев, Бургер, Назаров, Савостьянов, Дорлетов, Долголов, Сабанов (Шабанов), Арлов, Пузанов, Савичев, Рутешинский, Чернозубов, Наурский, Телишев, Лампарский, Филипович, Кирилов, Елишев, Сапатин, Булатов, Сутовский

## Награждения
- Фердинанд Винцингероде — орден святого Владимира 1-й степени.

Упомянутые Волконским:
- Александр Чернышёв — чин генерал-лейтенанта.
- Капитан Кучкин — орден Святого Георгия 4-й степени.
- Поручик Грабигорский — орден Святого Георгия 4-й степени.
- Капитан Мазараки — орден Святого Георгия 4-й степени.

Другие:
- Энгельгардт, Адам Григорьевич — золотую шпагу «За храбрость».
- Гирс, Александр Карлович — золотую шпагу «За храбрость».

## Источник
- Записки Сергея Григорьевича Волконского (декабриста), с послесловием издателя князя М. С. Волконского. Второе издание. С-Пб, Синодальная типография, 1902 год, стр. 299—310.
- Богданович М. И. История войны 1814 года во Франции и низложения Наполеона I. Кусково поле. ИРИО. 2014. Стр. 131.